# یوری نیکولین
یوری ولادیمیروویچ نیکولین (به روسی: Юрий Владимирович Никулин) (زاده ۱۸ دسامبر ۱۹۲۱ – درگذشته ۲۱ اوت ۱۹۹۷) بازیگر و دلقک مشهور اهل اتحاد جماهیر شوروی و روسیه بود که در فیلم‌های مشهور زیادی ستاره بود.
نیکولین در سال ۱۹۷۳ جایزه هنرمند مردمی اتحاد جماهیر شوروی و در سال ۱۹۹۰ جایزه قهرمان سوسیالیست کار را دریافت کرد. او جوایز دیگری هم گرفت از جمله جایزه معتبر نشان لنین که در طول زندگی‌اش دو بار آن را دریافت کرد.
از فیلم‌هایی که وی در آن‌ها نقش داشته است، می‌توان به بیا اینجا، مختار! اشاره نمود.